# Sympycnus niger
Sympycnus niger är en tvåvingeart som beskrevs av Charles Howard Curran 1926. Sympycnus niger ingår i släktet Sympycnus och familjen styltflugor. Inga underarter finns listade i Catalogue of Life.